# تيرينس جي. بيرغ
تيرينس جي. بيرغ (بالإنجليزية: Terrence G. Berg)‏ هو محامي وقاضي أمريكي، ولد في 1 أغسطس 1959 في ديترويت في الولايات المتحدة.